# سرمقية
الفصيلة السرمقية أو السرمقيات (الاسم العلمي: Chenopodiaceae) هي فصيلة نباتية سابقة ضمن رتبة القرنفليات (الاسم العلمي: Caryophyllales). كانت الفصيلة مقبولة ضمن نظام كرونكويست، ونظام علم تطور سلالات مغطاة البذور الأول والثاني، ولكنها وضعت لاحقا ضمن الفصيلة القطيفية لأن علم النسالة الجزيئية أظهر أن نباتاتها تعد شبه عرق.